# 日本の健康

WHOによる、各国の平均寿命（橙色）と健康寿命（緑色）

日本の健康（にほんのけんこう、Health in Japan）は良好とされ、平均寿命は世界で最上位に位置づけられる。平均寿命と健康寿命の差は9.6歳であった（国の健康寿命順と延命期間順リスト）。

## 平均余命

平均余命

日本における平均余命の推移は以下の通り。

### 都道府県別の健康
2020年度の生命表調査による結果は、以下の通り。
日本人の平均寿命
男性 81.49歳
女性 87.60歳
平均寿命がもっとも長い都道府県
男性 滋賀県
女性 岡山県
平均寿命が最も短い都道府県
男女ともに青森県

#### 滋賀県が長寿県である理由
滋賀県が長寿県であると考えられる理由は、以下の通り。
- 喫煙者、多量飲酒者が少ない
- 琵琶湖などの自然に恵まれ、能動的な運動習慣を持つ住民が多い
- 失業者、高齢単身者が少なく、生活環境に恵まれている
- 喫煙率を減らす取組など、他都道府県よりも健康習慣の啓発活動に積極的な傾向

#### 青森県の寿命が短い理由
青森県の寿命が短いと考えられる理由は、以下の通り。

都道府県別の平均余命

- 塩分の摂りすぎ
- 喫煙者が多い
- 運動量が少ない
- 平均歩数が少ない
- 所得が低い
- 医師が充足していない
- 高血圧・糖尿病患者が多い
- 肥満率が高い
- 健康診断受診率が低い
- 野菜摂取量が少ない

## 栄養状態
摂取カロリーは、2015年の報告では平均2,094kcal。

### 塩分
2019年度の食塩摂取量の平均値は、以下の通り。
- 全体 10.1g
- 男性 10.9g
- 女性 9.3 g

2009年～2019年間で男性は有意に減少、女性では2009～2015年は有意に減少、2015～2019年は有意な増減はみられない。男女とも60歳代の塩分摂取量が最も高い。
国が示す1日の塩分摂取量の数値目標は、「7g未満」となっている

### 野菜摂取量
2019年度の野菜摂取量の平均値は、以下の通り。
- 全体 280.5g
- 男性 288.3g
- 女性 273.6g

年齢階級別にみると、男女ともに20～40歳代で少なく、60歳代で多い。
また、国が示す1日の青果摂取量の数値目標は、以下の通り。
- 野菜 350g
- 果物 200g

### バランスの良い食事
2021年度の「主食・主菜・副菜を組み合わせた食事」が1日2回以上の日がほぼ毎日の者の割合は、37.7％となっている。
国は、50％まで増進することを目標としている。

## 体重
2019年度の体重に関する報告は、以下の通り。
肥満者（BMI25以上）の割合
男性 33.0％
女性 22.3％
- 男性は2013年から2019年の間に有意に増加している。

低体重者（BMI18.5未満）の割合
男性 3.9％
女性 11.5％
- 20歳代女性の低体重者は20.7％。
- 65歳以上の高齢者の低栄養傾向の者（BMI20以下）の割合は、男性12.4％、女性20.7％であり、男女とも85歳以上でその割合が高い。

## 糖尿病
糖尿病の罹患率は5.0%で、先進国で下位クラスである。

## 血圧
2019年度、収縮期（最高）血圧の平均値は、以下の通り。
- 男性 132.0mmHg
- 女性 126.5mmHg

2009年度からの10年間で、男女とも有意に減少の傾向が見られる。
また収縮期（最高）血圧が 140mmHg以上の者の割合は男性29.9％、女性24.9％となっており、こちらも10年間で男女とも有意に減少している。

## 血中コレステロール
2019年度、血清総コレステロール値240mg/dL以上の者の割合は、以下の通り。
- 男性 12.9％
- 女性 22.4％

2009年度からの10年間で男性では有意な増減はみられないが、女性は有意に増加している。
血清nonHDLコレステロール値の平均値は、下記の通り 。

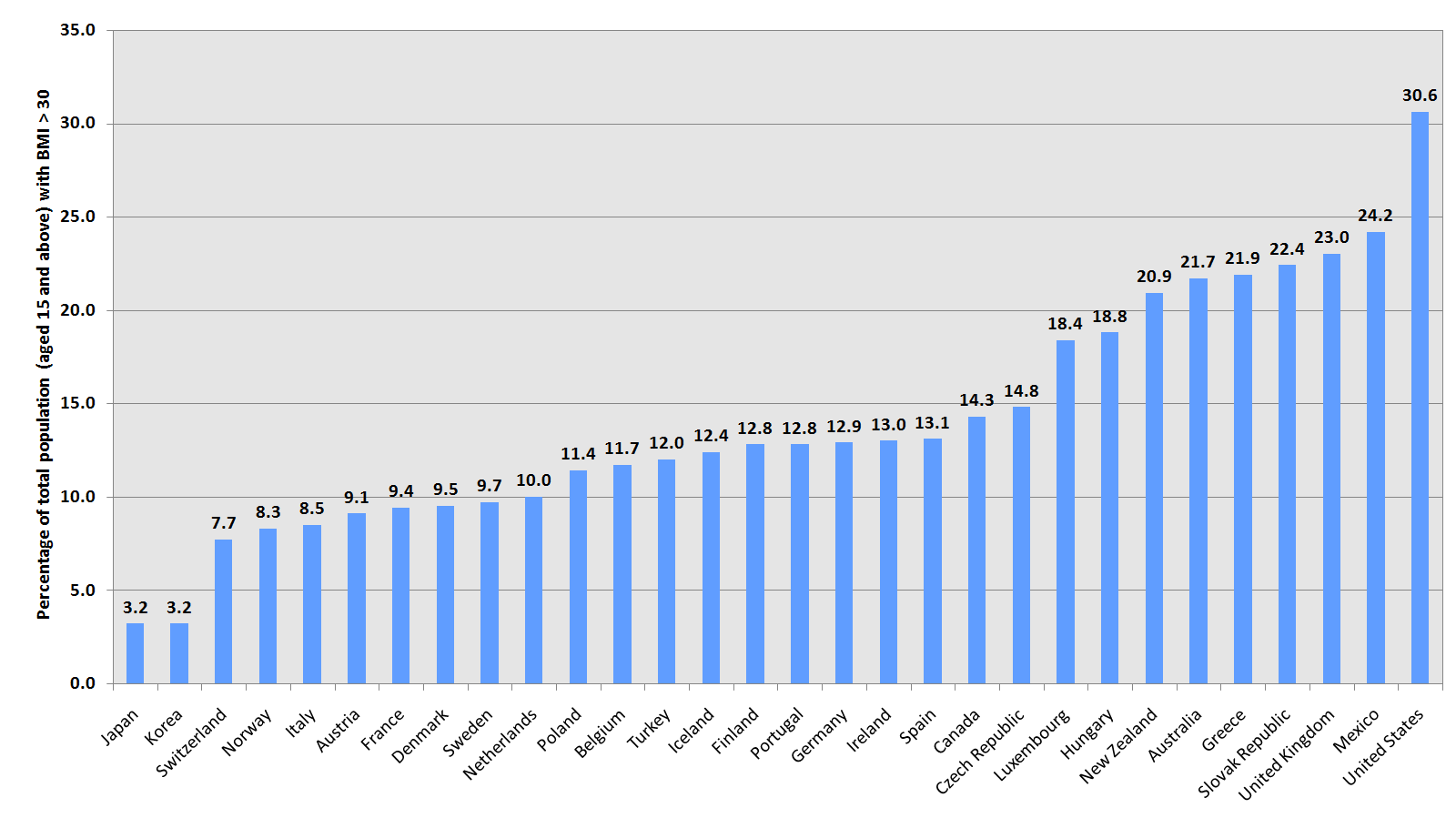
OECD 加盟国のうち、BMI 指数が 30 以上の割合。

- 男性141.9 mg/dL
- 女性145.9 mg/dL

| 性別             | 身長      | 身長     | 体重      | 体重     | ボディマス指数 |
| 性別             | 平均 (cm) | 標準偏差 | 平均 (kg) | 標準偏差 | 平均           |
| ---------------- | --------- | -------- | --------- | -------- | -------------- |
| 男性             | 167.2     | 7.1      | 65.8      | 11.1     | 23.49          |
| 女性（妊婦除外） | 153.9     | 6.8      | 53.2      | 9.3      | 22.45          |

| 世界における肥満の割合（男性：左、女性：右） <5% 5–10% 10–15% 15–20% 20–25% 25–30% 30–35% 35–40% 40–45% 45–50% 50–55% >55%                |                      | 世界における肥満の割合（男性：左、女性：右） <5% 5–10% 10–15% 15–20% 20–25% 25–30% 30–35% 35–40% 40–45% 45–50% 50–55% >55% |                    |
| 世界における肥満の割合（男性：左、女性：右） \| <5% 5–10% 10–15% \| 15–20% 20–25% 25–30% \| 30–35% 35–40% 40–45% \| 45–50% 50–55% >55% \| |                      | |                    |
| <5% 5–10% 10–15% | 15–20% 20–25% 25–30% | 30–35% 35–40% 40–45% | 45–50% 50–55% >55% |

## 喫煙率
2019年度調査の現在習俗的に喫煙する者の割合は、以下の通り。
- 全体 16.7%
- 男性 27.1%
- 女性 7.6%

とくに、30～60歳代男性にてその割合は高く、3割を超える。
喫煙率は2021年OECD加盟国内において平均より高く、男性の喫煙率は7番目に高い。過去10年の喫煙率の減少はOECD平均よりも小さい。
2015年の推計による、たばこに関連する疾患の経済損失と超過医療費は、以下の通り。
- 能動喫煙（喫煙者本人）- 1兆2,000億円
- 受動喫煙（喫煙者の周囲をとりまく者）- 3,300億円
- 総額 - 1兆5,300億円
- 総コスト（介護費用やタバコに起因する火災など） - 年間1兆8,000億円

国は、喫煙率を12%まで減少させることを目標としている。

## 飲酒率
2019年度、生活習慣病リスクを高める量を飲酒している者の割合は、以下の通り。
- 男性 14.9％
- 女性 9.1％

2009年からの推移と鑑みると、男性は有意な増減はないが、女性は有意に増加している。
うち、最も多い世代では、男性は40代で21.0%、女性は50代で16.8%となっている。

## 運動習慣
2019年度、運動習慣のある者の割合は、以下の通り。
- 男性 33.4％
- 女性 25.1％

2009～2019年間で、男性は有意な増減はないが、女性は有意に減少している。また、男性40歳代（18.5%）、女性30歳代（9.4%）で最も低い。

### 歩数
2019年の平均歩数は、以下の通り。
平均歩数（総合）
男性 6,793歩
女性 5,832歩
20～64歳
男性 7,864歩
女性 6,685歩
65歳以上
男性 5,396歩
女性 4,656歩
2009～2019年間、女性のみ有意に減少している。
国が示す1日の歩数の平均目標値は、以下の通り。
- ～64歳 8,000歩
- 65歳〜 6,000歩

## 睡眠
2019年度の1日の平均睡眠時間は、以下の通り。
6時間以上7時間未満
男性 32.7％
女性 36.2％
6時間未満の者の割合
男性 37.5％
女性 40.6％
- 1日の平均睡眠時間は、6時間以上7時間未満の割合が最も高くなっている。
- 6時間未満は、男性の30～50歳代、女性の 40～50歳代では4割を超えている。

睡眠の質
男女ともに20～50歳代では「日中、眠気を感じた」、70歳代女性では「夜間、睡眠途中に目が覚めて困った」と回答した割合が最も高かった。
睡眠の妨げ
男女ともに20歳代では「就寝前に携帯電話、メール、ゲームなどに熱中すること」、30～40歳代男性では「仕事」、30 歳代女性では「育児」と回答した割合が最も高かった。
目標値
国が定義する「十分な睡眠時間」は、以下の通り。
- 20歳～59歳 - 6時間～9時間
- 60歳以上 - 6時間～8時間

## 日本の死因
2022年度の死因順位は、以下の通り。
- 1位 悪性新生物（腫瘍） 38万5,787人（24.6%）
- 2位 心疾患（高血圧性を除く） 23万2,879人（14.8%）
- 3位 老衰 17万9,524人（11.4%）
- 4位 脳血管疾患 10万7,473人（6.8%）

悪性新生物（腫瘍）の割合は年々上昇しており、2022年の全死亡者に占める割合は24.6％、1981年以降一貫して首位となっている。 心疾患（高血圧性を除く）は、1985年より脳血管疾患と逆転して2位となっている。 老衰は、ピークの1947年から低下し続けていたが、2001年以降は上昇の傾向が見られ、2018年には脳血管疾患と入れ替わり3位となっている。脳血管疾患は、1970年をピークに低下傾向が続く。また2022年の肺炎による死亡数は7万4,002人、新型コロナウイルス感染症による死者数は4万7,635人となっている。
また自殺率の高さが問題となっており、WHOは2011年に日本の自殺率を世界10位（21.7%）と報告した（国の自殺率順リスト）。2020年以降のコロナ禍では、パンデミック時代に10～30代の若年女性間において顕著に自殺者数が増加している。一般的に女性は自殺未遂が多く、男性は自殺既遂が女性の倍である傾向にあるが、女性は人とのコミュニケーションを重んじる習性にあり、コロナ禍のステイホーム等より他者との接触が減少した傾向や、他にも家庭内暴力や虐待に晒されやすいリスクも指摘される。2022年には男性の自殺者数も13年振りに上回り、男性もまたコロナ禍の影響により失業者、年金生活者など低所得者の自殺が増加している傾向にある。小中高生の自殺も2020年に過去最多を記録、以降同程度を推移しており、深刻な問題となっている。コロナ禍における休校やオンライン授業等によって、人間関係や学業への悩みが深刻化している可能性が示唆されている。
| 順位 | 全体                         | 全体  | 男             | 男             | 女                           | 女    |
| ---- | ---------------------------- | ----- | -------------- | -------------- | ---------------------------- | ----- |
| 1位  | 悪性新生物                   | 24.6% | 悪性新生物     | 27.9%          | 悪性新生物                   | 21.1% |
| 2位  | 心疾患                       | 14.8% | 心疾患         | 14.1%          | 老衰                         | 16.8% |
| 3位  | 老衰                         | 11.4% | 脳血管疾患     | 6.7%           | 心疾患                       | 15.6% |
| 4位  | 脳血管疾患                   | 6.8%  | 老衰           | 6.3%           | 脳血管疾患                   | 7.0%  |
| 5位  | 肺炎                         | 4.7%  | 肺炎           | 5.4%           | 肺炎                         | 4.0%  |
| 6位  | 誤嚥性肺炎                   | 3.6%  | 誤嚥性肺炎     | 4.2%           | 誤嚥性肺炎                   | 2.9%  |
| 7位  | 不慮の事故                   | 2.8%  | 不慮の事故     | 3.1%           | 不慮の事故                   | 2.4%  |
| 8位  | 腎不全                       | 2.0%  | 腎不全         | 2.0%           | アルツハイマー病             | 2.1%  |
| 9位  | アルツハイマー病             | 1.6%  | （データ無し） | （データ無し） | 血管性および詳細不明の認知症 | 2.0%  |
| 10位 | 血管性および詳細不明の認知症 | 1.6%  | （データ無し） | （データ無し） | 腎不全                       | 1.9%  |

### 癌
|     | 死亡数 (2017年) | 死亡数 (2017年) | 死亡数 (2017年) | 罹患数 (2014年) | 罹患数 (2014年) | 罹患数 (2014年) |
| 男  | 女              | 男女            | 男              | 女              | 男女            |                 |
| --- | --------------- | --------------- | --------------- | --------------- | --------------- | --------------- |
| 1位 | 肺              | 大腸            | 肺              | 胃              | 乳房            | 大腸            |
| 2位 | 胃              | 肺              | 大腸            | 肺              | 大腸            | 胃              |
| 3位 | 大腸            | 膵臓            | 胃              | 大腸            | 胃              | 肺              |
| 4位 | 肝臓            | 胃              | 膵臓            | 前立腺          | 肺              | 乳房            |
| 5位 | 膵臓            | 乳房            | 肝臓            | 肝臓            | 子宮            | 前立腺          |

## 健診
- 乳幼児健康診査 ～4歳
- 就学時健康診断 6歳
- 人間ドック